# Dalpe
Dalpe é uma comuna da Suíça, no Cantão Tessino, com cerca de 180 habitantes. Estende-se por uma área de 14,5 km², de densidade populacional de 12 hab/km². Confina com as seguintes comunas: Chironico, Faido, Lavizzara, Mairengo, Osco, Prato.
A língua oficial nesta comuna é o Italiano.
- Dalpe e Cornone, Informaçoes e fotos